# Lady-I-Klasse
Die Lady-I-Klasse ist eine Küstenmotorschiffsklasse der zur Spliethoff-Gruppe gehörenden Reederei Wijnne Barends in Delfzijl. Die drei Schiffe der Klasse wurden auf der Werft Niestern Sander in Delfzijl gebaut. Der Schiffstyp, der von der Bauwerft als „HCC 4000“ (High Cubic Container 4000), teilweise auch nur „High Cubic 4000“, bezeichnet wird, basiert auf dem zuvor ebenfalls für Wijnne Barends gebauten Schiffstyp „HCC 3000“ und wurde wie dieser speziell für den Transport von Forstprodukten wie Paketholz entworfen.

## Beschreibung
Der Antrieb der Schiffe erfolgt durch einen Viertakt-Achtzylinder-Dieselmotor des Herstellers Caterpillar (Typ: 3608) mit 2.460 kW Leistung. Der Motor wirkt über ein Getriebe auf einen Verstellpropeller. Die Schiffe sind mit einem elektrisch angetriebenen Bugstrahlruder ausgestattet.
Für die Stromerzeugung steht ein Dieselgeneratorsatz mit einem Caterpillar-Dieselmotor (Typ: 3306) mit 160 kW Leistung, der einen Generator mit 200 kVA Scheinleistung antreibt, und ein Dieselgeneratorsatz mit einem Caterpillar-Dieselgenerator (Typ: 3406) mit 250 kW Leistung, der einen Generator mit 315 kVA Scheinleistung antreibt, zur Verfügung. Während der erste Dieselgenerator für die Stromversorgung des Bordnetzes genutzt wird, dient der zweite vor allem dem Antrieb des Bugstrahlruders. Darüber hinaus sind die Schiffe mit einem weiteren Generatorsatz mit einem Caterpillar-Dieselgenerator (Typ: 3306) mit 160 kW Leistung ausgerüstet, der einen Generator mit 200 kVA Scheinleistung antreibt, der als Hafen- und Notgenerator dient.
Das Deckshaus befindet sich im hinteren Bereich der Schiffe. Es bietet auf vier Decks Platz für neun Besatzungsmitglieder, die in Einzelkabinen untergebracht sind. Vor dem Deckshaus befindet sich ein boxenförmiger Laderaum, der mit aus acht Segmenten bestehenden, hydraulisch betriebenen Lukendeckeln verschlossen wird. Der Raum ist 57,20 Meter lang, 12,00 Meter breit und 10,70 Meter tief. Der Raum verjüngt sich im vorderen und hinteren Bereich etwas. Die Tankdecke kann mit 15 t/m² belastet werden.
Der Raum ist im oberen Teil durch eine Versteifung, einen sogenannten „Strongbeam“, geteilt. Der „Strongbeam“ endet 5 Meter über dem Boden des Laderaums. Unterhalb des „Strongbeam“ ist der Raum durchgehend. Der Raum vor dem „Strongbeam“ ist 25,35 Meter und hinter dem „Strongbeam“ 31,85 Meter lang.
Die Schiffe waren zunächst mit einem Zwischendeck gebaut worden. Das Zwischendeck bestand aus neun Paneelen, mit denen der hintere Teil des Laderaums (ab dem „Strongbeam“) horizontal unterteilt werden konnte. Die Paneele des Zwischendecks konnten an vier Positionen auch als Schott zur vertikalen Unterteilung des Laderaums genutzt werden.
Die Schiffe waren mit einem Portalkran ausgestattet, der über die gesamte Länge der Luke verfahrbar war. Der Kran, der 20 t heben konnte, wurde später entfernt.
Die Schiffe sind für den Transport von Containern vorbereitet. Die Gesamtkapazität beträgt 172 TEU. Im Raum können neun 20-Fuß-Container hintereinander sowie vier nebeneinander und vier übereinander gestaut werden. In den Bereichen, in denen sich der Raum verjüngt, passen drei Container nebeneinander, so dass insgesamt 136 20-Fuß-Container im Raum Platz finden. Weitere Container können an Deck geladen werden.
Der Rumpf der Schiffe ist eisverstärkt (Eisklasse 1A).

## Schiffe
| Lady-I-Klasse                                  | Lady-I-Klasse | Lady-I-Klasse | Lady-I-Klasse                      | Lady-I-Klasse                                     |
| Bauname                                        | Baunummer     | IMO-Nummer    | Stapellauf Ablieferung             | Umbenennungen und Verbleib                        |
| ---------------------------------------------- | ------------- | ------------- | ---------------------------------- | ------------------------------------------------- |
| Inger                                          | 901           | 9131589       | 15. Juni 1996 14. August 1996      | 2009: Lady Inger, 2010: Listerhav, 2022: Swe-Bulk |
| Irina                                          | 902           | 9137038       | 23. November 1996 16. Januar 1997  | 2010: Lady Irina                                  |
| Isabel                                         | 903           | 9148128       | 8. November 1997 20. Dezember 1997 | 2010: Lady Isabel, 2023: Emilie                   |
| Daten: Stichting Maritiem-Historische Databank |               |               |                                    |                                                   |

Die Schiffe wurden ursprünglich unter der Flagge der Niederlande betrieben.